# Paul Stendel
Otto Karl Paul Stendel (Charlottenburg, 3 ottobre 1879 – Cleveland, 12 agosto 1942) è stato un ginnasta e multiplista statunitense.

## Carriera
Stendel partecipò ai Giochi olimpici di Saint Louis 1904 nelle gare di triathlon e ginnastica. Giunse tredicesimo nel concorso a squadre, centoottesimo nel concorso generale individuale, centoquattresimo nel triathlon e centounesimo nel concorso a tre eventi.